# Soneto 129
| «» Soneto 129 |
| --- |
| Th’ expense of spirit in a waste of shame Is lust in action, and till action, lust Is perjured, murd’rous, bloody, full of blame, Savage, extreme, rude, cruel, not to trust, Enjoyed no sooner but despisèd straight, Past reason hunted, and no sooner had, Past reason hated as a swallowed bait On purpose laid to make the taker mad; Mad in pursuit, and in possession so, Had, having, and in quest to have, extreme; A bliss in proof, and proved, a very woe; Before, a joy proposed; behind, a dream. All this the world well knows, yet none knows well To shun the heaven that leads men to this hell. |
| –William Shakespeare |

O Soneto 129 foi escrito por William Shakespeare e faz parte dos seus 154 sonetos. 

## Sinopse
O Soneto 129 captura completamente a essência da “luxúria”. A luxúria, como Shakespeare define neste soneto, é considerada antes da ação como “sangrenta”, durante a ação como “bem-aventurada” e a ação passada como manchada. Esta classificação tripartite dos efeitos emocionais que a luxúria traz consigo é essencial para entender o significado do soneto.
Este soneto vai contra a corrente. É extraordinariamente desesperado, cheio de angústia masculina e corta o cerne, e dá uma visão dos medos e sentimentos mais profundos de Shakespeare sobre a luxúria, especificamente a luxúria do homem pela mulher. Mas ele não usa a primeira pessoa 'eu', e não há menção de mim, eu mesmo, tu, ou teu.
Nele a poesia alcança a profunda amargura de um sermão calvinista.
Ele é provavelmente um dos sonetos mais sexualmente explícitos de Shakespeare, chegando bem no início da terceira fase dos sonetos. Ao longo da segunda fase, o desdém cada vez maior do poeta pelo jovem e do jovem pelo poeta, com traição, triângulos amorosos, muito drama romântico.
Como os outros sonetos do autor, ele foi produzido em ritmo de pentâmetro iâmbico, no esquema rímico ABAB CDCD EFEF GG.

## Traduções

### Tradução deMilton Lins
O tradutor verteu o original pentâmetro iâmbico em dodecassílabo, num misto de anapesto, iambo e peônio. O esquema rímico é como no original.
O dispêndio do ardor num ermo de vergonha

É luxúria em ação, ação mais que luxúria...

É culpada, assassina, é sangue com peçonha,

Inculta, extrema, ruim, cruel, é mera incúria,

Não só ativo gozo, em breve desprezado;

Razão de antiga busca, e cedo se não fora

De ódio antigo a razão, engodo devorado,

Intento de estender-se, a louca caçadora:

Louca no perseguir e a posse anunciar;

Tinha, tem e terá excesso em que (suponho)

Um gosto de alegria, - um gosto de pesar.

Antes, um regozijo; e, finalmente, um sonho:

Todo mundo sabe, e desconhece a luz

Que o afasta do céu, o inferno o tem e induz.

### Tradução de Emmanuel Santiago
Usando dodecassílabo com ritmo de tetrâmetro anapéstico, o tradutor manteve o esquema rímico original.
Exaustão do vigor ao perder-se a vergonha

É luxúria em ação; e, em ação, a luxúria

É mendaz, assassina, culposa, medonha,

Irascível, feroz, sem limite ou lisura;

Desfrutada, em desprezo recai em seguida;

Desatino caçado, ao ser posto em corrente,

Detestável se torna, qual isca mordida,

Preparada a fazer quem a tome demente:

Um demente a segui-la e, também, um possesso;

Quem a teve ou a tem, inda mais se exaspera;

Uma bênção que, à prova, angustia em excesso;

Alegria primeiro, em seguida, quimera.

Todo mundo a conhece, sem ter o juízo

De furtar-se ao inferno de tal paraíso.

### Tradução de José Arantes Júnior
Acrescentando-lhe um título e sem se ater ao ritmo usado pelo poeta, o tradutor preferiu usar a forma plástica visual, mantendo cada verso com 36 caracteres, sem ritmo firmado. Manteve o esquema rímico, no entanto.
O êxtase e a aflição

O tormento da alma na perda do pudor

É luxúria no ato e, em ação, luxúria,

É perjuro, violação, sangue e furor,

Selvagem, doloroso e mentira espúria,

Satisfeita mas desprezada totalmente,

Com razão procurada e não encontrada,

Razão odiada por ser isca envolvente,

Feita para tornar a pessoa dementada;

Loucura na procura e até na comunhão,

Tendo, busca-se ter mais em atropelo,

Êxtase em prova e provado em aflição,

Antes, um sonho, depois, um pesadelo;

Todos avaliam mas não o senso eterno:

Renegar o paraíso é querer o inferno!